# Alte Synagoge (Düsseldorf)
Die Alte Synagoge befand sich an der Kasernenstraße in Düsseldorf und wurde am 24. März 1792 eingeweiht. Nach einem Umbau wurde sie im September 1875 erneut eingeweiht. Sie wurde später durch die Große Synagoge etwa 300 Meter weiter südlich ersetzt. Das Gebäude ist nicht erhalten geblieben.

## Geschichte

### Der klassizistische Bau (Peter Joseph Krahe)
1787 erwarb die jüdische Gemeinde ein Areal an der Kasernenstraße und ersuchte am 18. Oktober 1789 eine Baugenehmigung für eine Synagoge.
Die Synagoge wurde nach Entwürfen von Peter Joseph Krahe von 1790 bis 1792 im klassizistischen Stil erbaut. Sie „bildete [...] wegen ihrer Anlage eine gewisse Ausnahme, da die Synagoge mit einigen Vorbauten und einem Hof architektonisch eng verbunden war und so an das Bauprogramm des Jerusalemer Tempels anknüpfte“. Mit dem Anknüpfen an den „Tempel als dem ältesten jüdischen religiösen Gebäude“ entzündete sich ein Streit um einen „eigenen jüdischen“ Baustil, der im Gegensatz stand zu einem „Kirchenstil“ und „Nationalstil“ in Deutschland.
Zu dieser Zeit wollte man noch ein Hervortreten der Synagoge im Stadtbild vermeiden. Daher wurde vor dem Sakralbau das Haus des Rabbiners an der Straße gesetzt. Bevor den Juden die vollen Bürgerrechte zugesprochen wurden, befanden sich viele Betsäle im hinteren Teil des Gebäudes, so auch in Düsseldorf. Die rechteckige Synagoge hatte im Innern auf drei Seiten eine Empore; Vorbild war dabei die zwischen 1699 und 1701 erbaute Bevis-Marks-Synagoge in London, die älteste Synagoge Englands. Am 24. März 1792 wurde der fertiggestellte Gebäudekomplex eingeweiht.
Krahes Entwürfe sahen ein dreigeschossiges Vorderhaus (Wohnung des Rabbiners) und eine rechteckige Synagoge vor, wobei die beiden Gebäude durch einen halbrunden Hof verbunden werden sollten. Schließlich wurden die Gebäude durch Peter Köhler vereinfacht ausgeführt. So wurde das dem Rabbiner gewidmete Vorderhaus nur zweistöckig erbaut. Die halbrunde Hofmauer wurde nicht realisiert.
Zwischen dem Haus Nr. 17 und 19 Kasernenstraße befand sich der Eingang zur Synagoge und zum jüdischen Schulhaus.

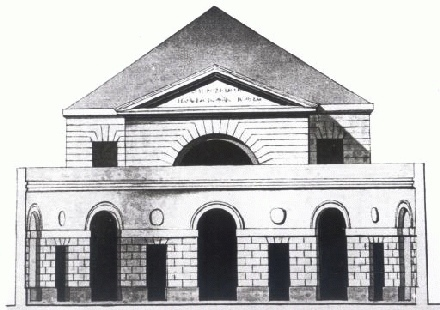
Alte Synagoge, Entwurf P. J. Krahe, Aufriss.
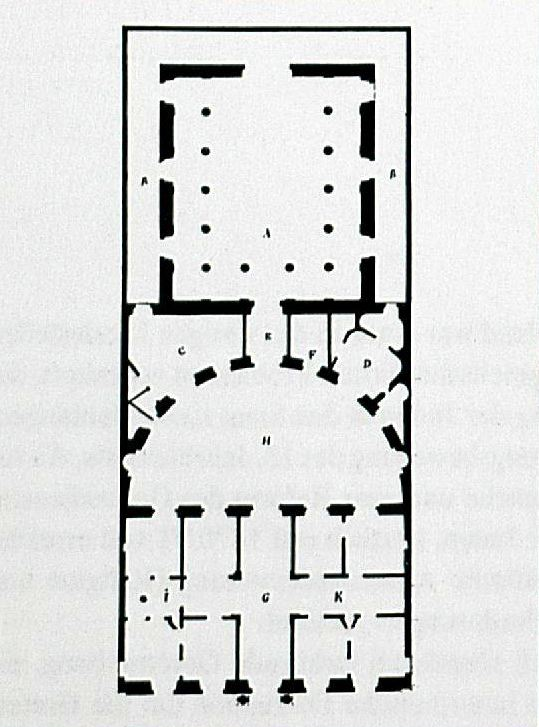
Alte Synagoge, Entwurf P. J. Krahe, Grundriss.
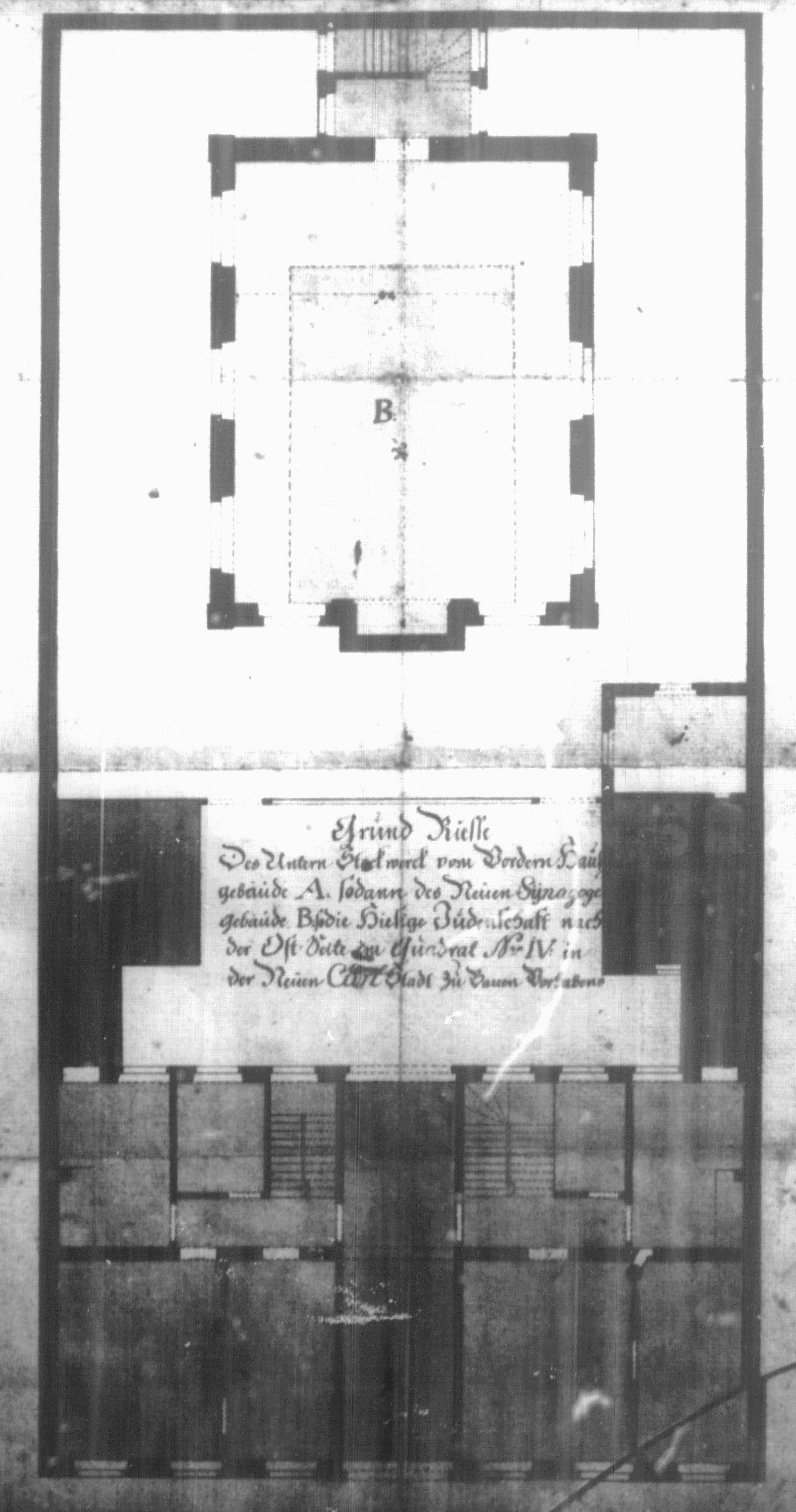
Alte Synagoge, Entwurf P. J. Krahe, ausgeführter Grundriss.
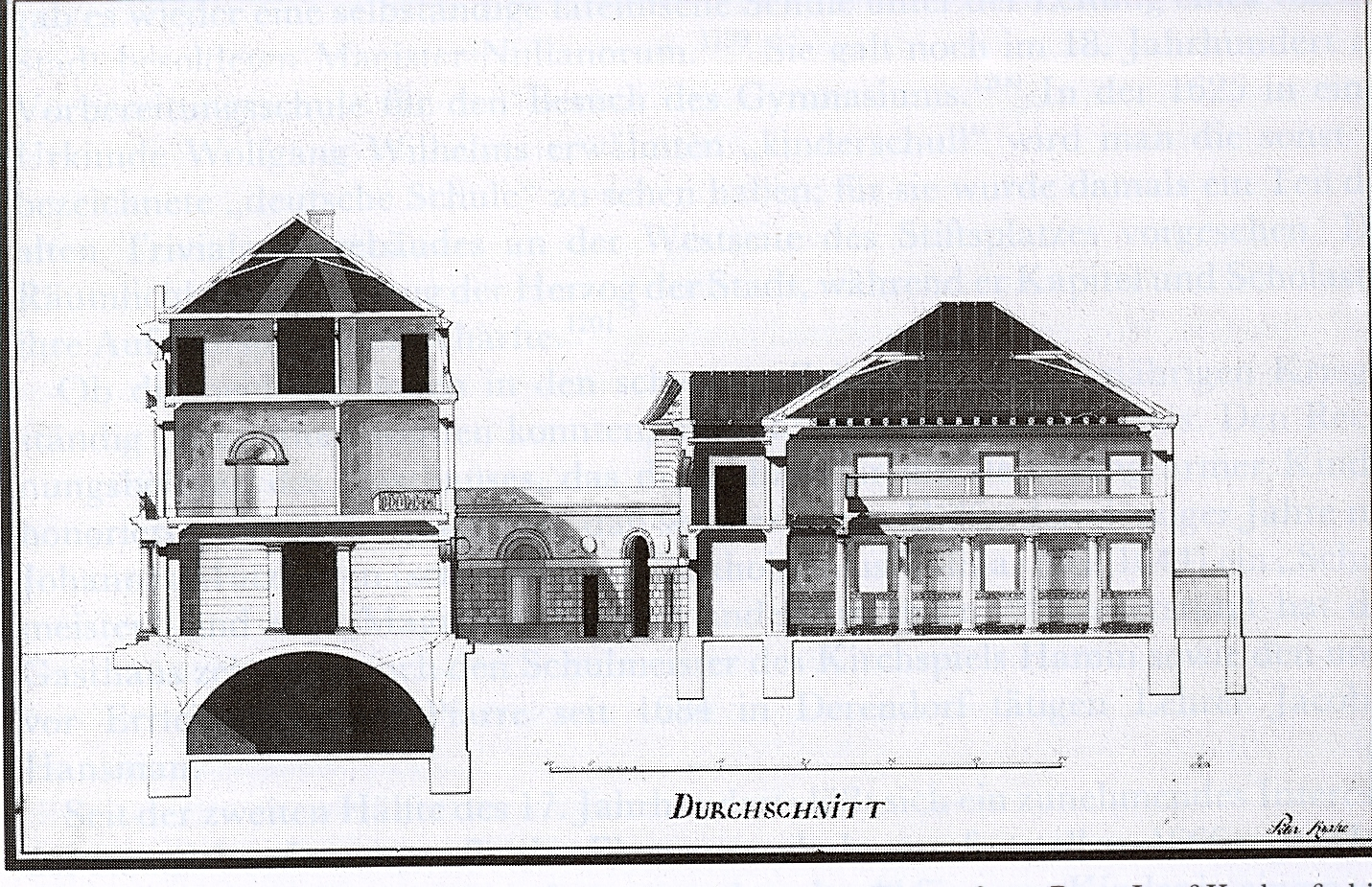
Alte Synagoge, Entwurf P. J. Krahe, Querschnitt.

### Der maurische Bau (Deckers & Kuhne)
Da die jüdische Gemeinde im 19. Jahrhundert stark anwuchs, hatte die jüdische Gemeinde Düsseldorf im „October 1873 durch Abschluss eines Vertrages mit den Herren Deckers & Kuhne bewirkt, nach welchem der Bau der Synagoge ohne alles Transportable und ohne Gas- und Wasserleitung für die Summe von 15000 Thlr. ausgeführt werden sollte.“ So erfolgte von 1873 bis 1875 ein Umbau zwecks Erweiterung der Synagoge nach den Entwürfen von Franz Deckers zusammen mit Kuhne. Dieser war im maurischen Stil – „Die Architekten Deckers & Kuhne fertigten einen Entwurf an, von dem ein Aufriß der vorderen Fassade erhalten blieb. Dieser Aufriß zeigt eindeutig maurische Stilelemente“. Bei der Fertigstellung der Düsseldorfer Synagoge überreichte Franz Deckers dem jüdischen Gemeindevorstand den Schlüssel der Synagoge mit den Worten: „Wir hoffen beigetragen zu haben zur Verherrlichung Gottes, des allmächtigen Baumeisters aller Welten. Möge dieser Tempel Jahrhunderte lang eine Lehrstätte der Liebe zum Vaterland und der Liebe zum Nächsten sein und bleiben, unbeschadet des Glaubens und des religiösen Bekenntnisses.“
Die Rede Deckers wurde von Genger und Griese in Aspekte jüdischen Lebens in Düsseldorf und am Niederrhein kontrovers diskutiert:

„[Die Bauherren waren] Patrioten, aber daß eine Synagoge vorrangig eine ‚Lehrstätte der Liebe zum Vaterland‘ sei, dürften sie wohl kaum verkündet haben. Nächstenliebe: War Architekt Deckers von seinen Auftraggebern darüber belehrt worden, daß das Gebot der Nächstenliebe keine Erfindung der Christen ist, sondern auf die Thora, das heilige Buch der Juden zurückgeht? Und was den Nebensatz anbetrifft, ‚unbeschadet des Glaubens und des religiösen Bekenntnisses‘ so meinte er vielleicht damit, daß alle Bürger des Deutschen Reiches unbeschadet des Glaubens und des religiösen Bekenntnisses im Genusse aller bürgerlichen und staatsbürgerlichen Rechte seien [...]“

Der Co-Architekt der Synagoge wird einerseits Kuhne genannt andererseits erscheint er auch als Kühn. Ein Architekt Karl Kühn ist 1878 an der Charlottenstr. 96 in Düsseldorf belegt.

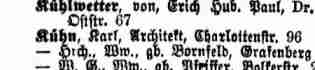

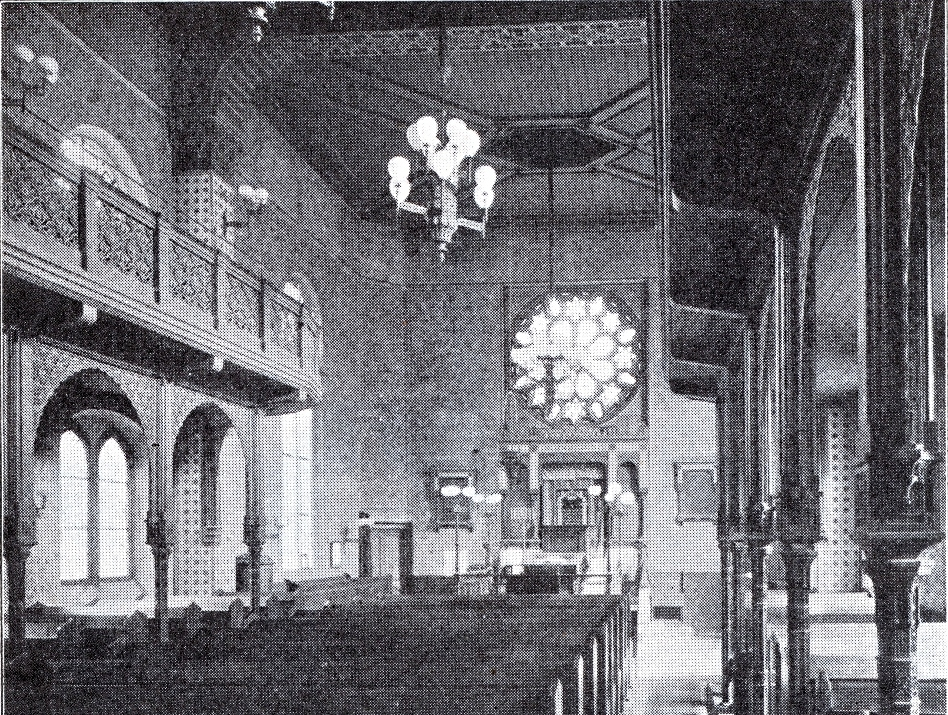
Alte Synagoge, innen im Stil des Historismus nach dem Umbau 1873/1875
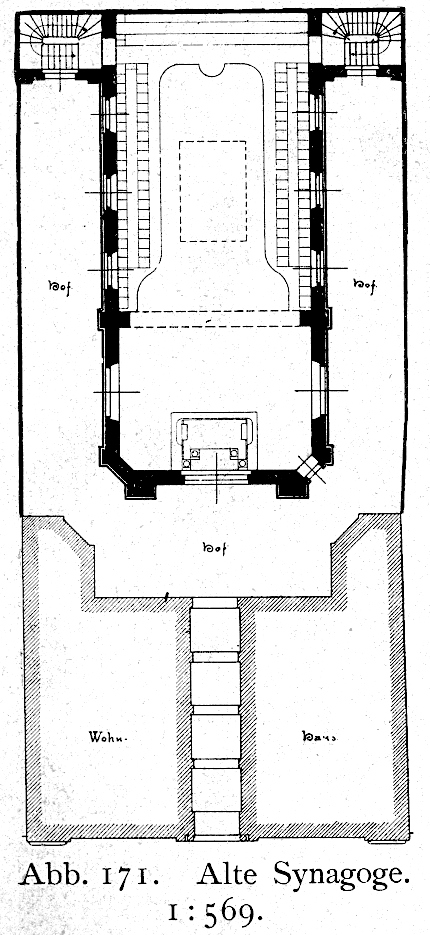
Grundriss